# Clan Oda

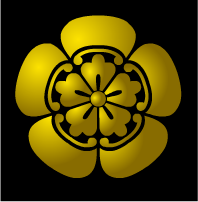
Símbol del clan Oda.

El clan Oda (织田氏, Oda-shi) va ser un clan japonès de daimyo que es va convertir en una força política important durant el període Sengoku de la història del Japó. Encara que el clan va tenir el seu punt més alt durant el lideratge d'Oda Nobunaga i van caure de la seva elevada posició després de la seva mort durant l'incident de Honnō-ji, moltes branques del clan van continuar sent daimyo fins a la Restauració Meiji.

## Història

### Orígens
El clan Oda durant el temps de Nobunaga assegurava que eren descendents del clan Taira, per part de Taira no Chikazane, besnet de Taira no Shigemori (1138 – 1179).
Taira no Chikazane s'establí en Oda (Província d'Echizen) i prengué el nom. Els seus descendents, vassalls importants del clan Shiba, shugo (governadors) d'Echizen, de la província d'Owari, entre d'altres, reberen el castell Inuyama en 1435, any que fou construït per Shiba Yoshitake. Els Oda fungiren com shugo-dai (vice-governadors) per diverses generacions.

### Independència
En 1452, després de la mort de Shiba Yoshitake, els vassalls del clan com el clan Oda i el clan Asakura de la Província d'Echizen es negaren a donar suport la successió de Shiba Yoshitoshi i donaren a Shiba Yoshikado, a més del fet que van començar a dividir-se entre ells els dominis i gradualment s'independitzaren.

### Govern de Nobunaga
Oda Nobuhide prengué el castell Nagoya en 1525 (se li va donar a Nobunaga en 1542) i construí el castell Furuwatari. Oda Nobutomo mantenia el control sobre el castell Kiyosu, però fou assetjat pel seu nebot Nobunaga en 1555 i assassinat, pel que el clan se separà en diverses branques fins que la dirigida per Oda Nobunaga opacà a les altres i va prendre el control sobre Owari.
Nobunaga començà llavors a dominar d'un en un als clans veïns, com el clan Imagawa, el Takeda, el Azai, el Asakura entre d'altres, fins que va dominar tota la zona central del Japó.
El pla d'unificació del país ideat per Nobunaga no pogué completar-se a causa de la traïció que patí a les mans d'un dels seus principals generals, Akechi Mitsuhide, en el famós Incident d'Honnō-ji on es viu obligat a cometre seppuku. El control que havia posseït el clan Oda es diluí, prenent el control quasi absolut un dels ex – generals de Nobunaga, Toyotomi Hideyoshi.

### Període Edo
El poder que havien guanyat durant el període Sengoku s'ensorrà i no va ser comú que estigueren en l'escena política del país. Se sap que una de les branques del clan va arribar a ésser hatamoto durant el shogunat Tokugawa, mentre que algunes altres fungiren com daimyō de han menors com el de Takabatake (de 20,000 koku), el de Yanagimoto (de 10,000 koku), el de Kaiju (de 10,000 koku) i el de Kaibara (de 20,000 koku).

## Figures Notables

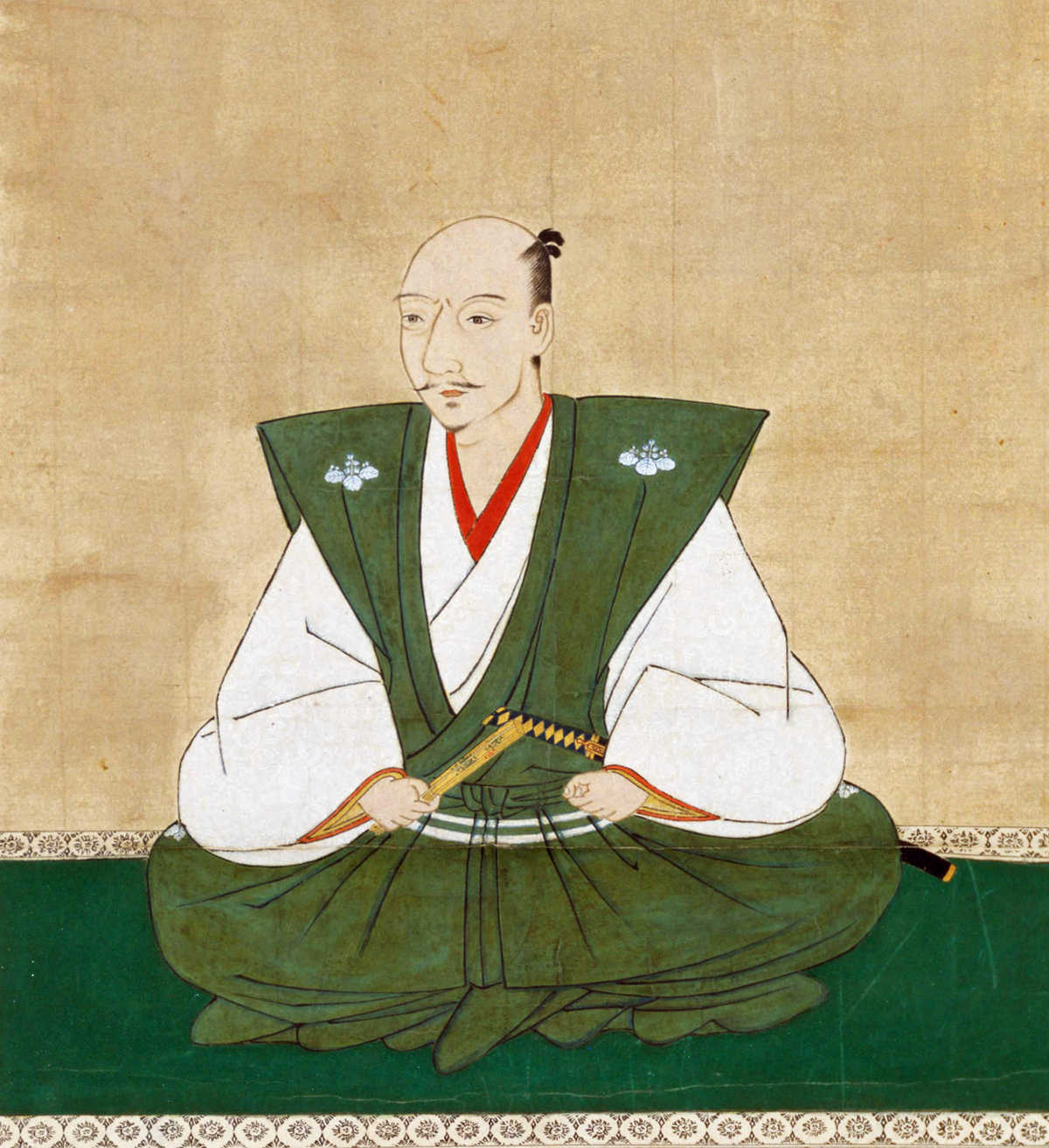
Oda Nobunaga, el membre més famós del clan.

- Oda Chikazane (fundador en el segle xii)
- Oda Nobuhide (1510 – 1551)
- Oda Nobuhiro (- 1574)
- Oda Nobunaga (1534 – 1582)
- Oda Nobuyuki (1536 – 1557)
- Oda Nobukane (1548 – 1614)
- Oda Nagamasu (1548 – 1622)
- Oda Nobuharu (1549 – 1570)
- Oda Nobutsumi (1555 – 1583)
- Oda Nobutada (1557 – 1582)
- Oda Nobutaka (1558 – 1583)
- Oda Nobukatsu (1558 – 1630)
- Oda Hidekatsu (1567 – 1593)
- Oda Katsunaga (1568 – 1582)
- Oda Nobukatsu (1573 – 1610)
- Oda Hidenobu (1580 – 1605)
- Oda Nobutoshi (1853 – 1901)
- Nobunari Oda (1987 -)

## Castells Principals del Clan

Castell Nagoya.

1. Castell Nagoya
2. Castell Kiyosu
3. Castell Komakiyama
4. Castell Gifu
5. Castell Azuchi